# Haematopota pilosifemura
Haematopota pilosifemura är en tvåvingeart som beskrevs av Xu 1980. Haematopota pilosifemura ingår i släktet Haematopota och familjen bromsar. Inga underarter finns listade i Catalogue of Life.